# Cnemaspis boulengeri
Espèce
Synonymes
- Gonatodes glaucus Smith, 1921

Cnemaspis boulengeri est une espèce de geckos de la famille des Gekkonidae.

## Répartition
Cette espèce est endémique de l'archipel Côn Đảo dans la province de Bà Rịa-Vũng Tàu au Viêt Nam. 

## Étymologie
Cette espèce est nommée en l'honneur de George Albert Boulenger.

## Publication originale
- Strauch, 1887 : Bemerkungen über die Geckoniden-Sammlung im zoologischen Museum der kaiserlichen Akademie der Wissenschaften zu St. Petersburg. Mémoires de l'Académie impériale des sciences de Saint-Pétersbourg, ser. 7, vol. 35, no 2, p. 1-72 (texte intégral).